# Биково (Новосибірська область)
Биково (рос. Быково) — село у Новосибірському районі Новосибірської області Російської Федерації.
Входить до складу муніципального утворення Березовська сільрада. Населення становить 325 осіб (2010).

## Історія
Згідно із законом від 2 червня 2004 року органом місцевого самоврядування є Березовська сільрада.

## Населення
| 2002 | 2007 | 2010 |
| ---- | ---- | ---- |
| 329  | ↗361 | ↘325 |

## Відомі особистості
В поселенні народився:
- Головашко Федір Павлович (1923—1981) — провідний льотчик-випробувач.